# 하나 씨의 간단요리
《하나 씨의 간단요리》(일본어: 花のズボラ飯)는 쿠스미 마사유키가 스토리를, 미즈사와 에츠코가 작화를 맡은 일본의 만화 작품이다. 《Elegance 이브》(아키타 쇼텐) 2009년 6월호부터 연재를 개시해, 2012년 《Elegance 이브》, 《더!》(아키타 쇼텐)에서 연재했다. 타카라지마사 《이 만화가 대단해!》 2012년판 여자편 제1위 작품이다.
2012년 7월 누계 발행 부수는 50만부에 이른다. 이야기 수의 표기는 〈○접시째〉.

## 스토리
남편이 단신부임이 되어 버린 주부·코마자와 하나, 매일 밥을 간단요리로 극복하려 하는 음식 만화 작품. 주인공의 심리 묘사가 많은 것 등, 같은 쿠스미 원작의 별작품 《고독한 미식가》(타니구치 지로: 작화)와 공통되는 부분도 많다.

## 등장인물
코마자와 하나
본작의 주인공. 도쿄에 사는 30세(연재 개시시. 34접시째의 다음날이 생일이라 31세로.)의 주부. 구(旧)성은 〈카메야마〉. 남편이 단신부임하여 집을 떠나 지내게 된다. 파트타임으로 책방에 근무. 텐션이 오르면 본명 〈하나〉보다 어감이 사랑스다며 자신을 〈하나코〉라 부른다. 말장난을 좋아하고 단어가 꽤 풍부.
고로 씨
하나의 남편으로 단신부임중. 부임처는 1권에서는 후쿠오카시, 2권에서는 고베로 각지를 전전하고 있다(싱가포르에 출장하기도 한다). 먹는 모습은 아내가 반할 만큼 기분이 좋다. 깨끗한 것을 좋아하고 단신부임중 하나가 집을 마구 어지르고 있다는 것을 모른다.
점장
하나의 아르바이트 장소인 책방의 점장. 40세. 이야기가 길고 푸념이 많기 때문에 하나가 별로 좋아하지 않는다. 단팥죽을 능숙하게 만들 수 있는 부인이 있다.
코엔지, 오노
하나의 집 근처에 동거하고 있는 〈히피의 생존〉같은 남성과 여성(방침이 있는지 2명은 미혼이며, 〈코엔지〉와 〈오노〉가 어느 쪽의 성씨인가는 미상). 하나에게 다양한 식재료를 나누어 준다.
미즈키
프로 일러스트레이터. 하나의 대학시절 친구로 동갑인 30세. 〈하나미즈〉라고 불리고 있을 정도로 친한 사이.
웃치, 가스케츠
하나의 대학시절 친구.
하나의 부모님
모친은 용모가 하나와 닮았지만, 성격은 하나를 닮지 않고 꼼꼼하고 요리를 좋아하는 사람. 하나가 어릴 적부터 현재까지 쇼트 컷이다. 하나의 간단요리를 숙지하고 있어, 간단한 레시피를 가르치는 일도. 부친은 과묵하지만 온와한 성격. 두발이 얇다. 딸을 〈花助〉라고 별명으로 부르는 일이 있다.

## 서지 정보
- 원작: 쿠스미 마사유키, 작화: 미즈사와 에츠코 《하나 씨의 간단요리》 아키타 쇼텐, 기간 2권
  1. 2010년 12월 20일 발매 ISBN 978-4-253-10452-4
  2. 2012년 3월 8일 발매 ISBN 978-4-253-10459-3
- 《하나 씨의 간단요리 맛~있는 레시피》 슈후노토모사 (본작의 레시피집)
  1. 2011년 10월 6일 발매 ISBN 978-4-07-279781-5

## 텔레비전 드라마
2012년 10월부터 12월까지 마이니치 방송(MBS) 제작, TBS 계열에서 방송되었다.

### 캐스트
코마자와 하나 - 쿠라시나 카나
고로 씨의 아내. 구(旧)성:카메야마. BOOKS DON 아르바이트 점원.
오소이 - 카토 시게아키 (NEWS)
게으름 생태 연구소 소장. 날마다, 게으름의 일을 연구하고 있어, 하나의 게으름의 생태를 해설한다. 드라마 오리지널 캐릭터. 엔딩에서는 COOKPAD에 투고된 간단 요리를 조리해, 시식 한다.
하야이 - 코지마 카즈야 (언재시)
〈놀라운, 게으른 주부의 세계〉 실황 아나운서. 오소이의 근처에서, 하나의 게으름의 생태를 실황한다. 드라마 오리지널 캐릭터.
미즈키 - 키쿠치 아키코
하나의 친구.
코엔지 - 하마노 켄타
하나의 이웃. 오노와 동거중.
오노 - 노나미 마호
하나의 이웃. 코엔지와 동거중.
웃치 - 츠카지 무가 (드렁크드래곤)
하나의 대학시절 친구. 유부남. 아내에게 레코딩 다이어트를 강요 당하고 있다.
가스케츠 - 야마나카 타카시
하나의 대학시절 친구.
코미야 - 후카사와 타츠야 (Mis Snow Man)
편의점 아르바이트 점원.
빵집 점원 - 아사리 요스케
Pan de Pu-Pu 점원.
경찰관 - 마스다 료 (쟈니즈 Jr.)

일기 예보사 - 카노 에이코
아침 정보 프로그램 〈가르쳐줘 이케멘 니상~! 오늘의 날씨!!〉 코너에서 이케멘 일기 예보를 전한다.
BOOKS DON 점장 - 쿠스미 마사유키
하나가 아르바이트하고있는 서점의 점장.
카메야마 히데오/내레이션 - 시가 코타로
하나의 부친.
카메야마 사치코 - 아사오카 메구미
하나의 모친.
애니메이션 파트 성우 - 토요모토 아키나가·이이즈카 사토시·카쿠타 아키히로 (도쿄 03/목소리 출연)
매회 모두, 하나가 읽고 있는 책이나, 망상 등의 이미지가 표현된 애니메이션이 삽입된다.
고로 씨
하나의 남편. 단신부임중. 현시점에서는, 제1화에서 하나에게 통화중인 전화기로 〈좋아해〉라고 말한 소리만 등장.

#### 게스트
제1화
- 뮤지션 (하나의 망상내에서 열애 보도됨) - 후쿠바 슌사쿠

제2화
- 서점에서 서서 책을 읽는 커플 - 타키 유카리, 시미즈 카즈키
- 전차내의 대학생 - 미카미 류헤이, 노부야마 토시히로
- 페로의 주인 - 키쿠치 사치요
- 신발가게의 점원 - 니시하라 아미

제3화
- 간다라 니시쿠보 (요가 시키치구 다이어트의 고안자·하나의 망상내와 다이어트 책에 등장) - 콘고치 타케시
- 리포터 (하나의 망상내에 등장하며, 하나를 취재한다) - 키요노 시게키

제4화
- 캇파 급편 배달원 - 카타기리 진
- 켄 짱 - 이와사키 코지 (NAKED BOYZ) / 카오리 - 료가 하루히 (차내의 커플/제8화)
- 선술집의 손님 - 키노 마사토
- 선술집의 종업원 - 오카모토 아츠시

제5화
- 〈세계! 남자에게 설레이지 않는 콘테스트〉 사회자 (하나의 망상내에 등장) - 야마모토 케이스케
- 〈하나의 청소 광조곡~게으른 주부의 분투기~〉 내레이션 (하나의 망상내에 등장) - 야스모토 히로키

제6화
- 고기의 코지마 점원 - 스사 신이치

제9화
- 빵집 점원 - 마치다 히로키 (최종화)

최종화
- 스트리트 뮤지션 - 카토 치아키, 토바 슈, 타카하시 유코

### 스태프
- 연출 - 유아사 노리코, 후카사코 야스유키
- 각본 - 오쿠라, 미조이 에이이치 데이비스
- 푸드 코디네이터 - 이시모리 이즈미
- 제작(制作) - 테레바이더 엔터테인먼트
- 제작(製作) - 〈하나 씨의 간단요리〉 제작 위원회 2012, MBS

### 음악
- 주제가 - NEWS 〈ポコポンペコーリャ 포코퐁페코랴〉 (쟈니즈 엔터테인먼트)
- 엔딩곡 - cossami 〈花のウクレレズボラ飯 하나의 우쿨렐레 간단요리〉 (사·곡: 쿠스미 마사유키)
- 삽입곡
  - 쿠스미 마사유키 〈昨日の私 어제의 나〉 (사: 오-쿠라 / 곡·기타: 쿠스미 마사유키, 제1화)
  - 카토 치아키 〈蟻と梨 개미와 배〉 (갓탄톤 레코드)

### 부제
| 화 수                                                      | 방송국 | 방송일           | 부제                                                  | 각본                     | 감독              |
| ---------------------------------------------------------- | ------ | ---------------- | ----------------------------------------------------- | ------------------------ | ----------------- |
| 1접시째                                                    | TBS    | 2012년 10월 23일 | 샤케토&피자 토스트·산초비 맛                          | 오쿠라                   | 유아사 노리코     |
| 1접시째                                                    | MBS    | 2012년 10월 25일 | 샤케토&피자 토스트·산초비 맛                          | 오쿠라                   | 유아사 노리코     |
| 2접시째                                                    | TBS    | 2012년 10월 30일 | 명란젓 두부 덮밥&생밤&레토르트 크림 스튜              | 오쿠라                   | 유아사 노리코     |
| 2접시째                                                    | MBS    | 2012년 11월 1일  | 명란젓 두부 덮밥&생밤&레토르트 크림 스튜              | 오쿠라                   | 유아사 노리코     |
| 3접시째                                                    | TBS    | 2012년 11월 6일  | 3일째의 카레&별난 만두                                | 오쿠라                   | 유아사 노리코     |
| 3접시째                                                    | MBS    | 2012년 11월 8일  | 3일째의 카레&별난 만두                                | 오쿠라                   | 유아사 노리코     |
| 4접시째                                                    | TBS    | 2012년 11월 13일 | 선술집 음식&편의점 주먹밥 차즈케                      | 미조이 에이이치 데이비스 | 유아사 노리코     |
| 4접시째                                                    | MBS    | 2012년 11월 15일 | 선술집 음식&편의점 주먹밥 차즈케                      | 미조이 에이이치 데이비스 | 유아사 노리코     |
| 5접시째                                                    | TBS    | 2012년 11월 20일 | 레바파테&포토케챠밀크미소나베                         | 오쿠라                   | 후카사코 야스유키 |
| 5접시째                                                    | MBS    | 2012년 11월 22일 | 레바파테&포토케챠밀크미소나베                         | 오쿠라                   | 후카사코 야스유키 |
| 6접시째                                                    | TBS    | 2012년 11월 27일 | 고급 스테이크&주사위 스테이크동                       | 미조이 에이이치 데이비스 | 후카사코 야스유키 |
| 6접시째                                                    | MBS    | 2012년 11월 29일 | 고급 스테이크&주사위 스테이크동                       | 미조이 에이이치 데이비스 | 후카사코 야스유키 |
| 7접시째                                                    | TBS    | 2012년 12월 4일  | 브루하치 와플&야채 볶음 도카노세 라멘                 | 오쿠라                   | 유아사 노리코     |
| 7접시째                                                    | MBS    | 2012년 12월 6일  | 브루하치 와플&야채 볶음 도카노세 라멘                 | 오쿠라                   | 유아사 노리코     |
| 8접시째                                                    | TBS    | 2012년 12월 11일 | 감기 퇴치 국&전부 넣은 나베&토로후와 닭고기 계란 덮밥 | 미조이 에이이치 데이비스 | 후카사코 야스유키 |
| 8접시째                                                    | MBS    | 2012년 12월 13일 | 감기 퇴치 국&전부 넣은 나베&토로후와 닭고기 계란 덮밥 | 미조이 에이이치 데이비스 | 후카사코 야스유키 |
| 9접시째                                                    | TBS    | 2012년 12월 18일 | 미즈키의 겐친국&하나의 가츠동                         | 오쿠라                   | 유아사 노리코     |
| 9접시째                                                    | MBS    | 2012년 12월 20일 | 미즈키의 겐친국&하나의 가츠동                         | 오쿠라                   | 유아사 노리코     |
| 10접시째                                                   | TBS    | 2012년 12월 25일 | 물두부&크리스마스○○!                                  | 오쿠라                   | 유아사 노리코     |
| 10접시째                                                   | MBS    | 2012년 12월 27일 | 물두부&크리스마스○○!                                  | 오쿠라                   | 유아사 노리코     |
| 평균 시청률 1.6% (시청률은 간토 지구·비디오 리서치사 조사) |        |                  |                                                       |                          |                   |

### 관련 서적
- 하나 씨의 간단요리 공식 레시피 (타카라지마샤, 2012년 12월 5일 발매, ISBN 978-4-8002-0404-2)